# 克呂尼-拉索邦站
克呂尼-拉索邦站（法語：Cluny - La Sorbonne）是巴黎地鐵的一個車站。克呂尼-拉索邦站位於巴黎五區拉丁區和巴黎左岸的心臟地區，是巴黎地鐵10號線的車站。克呂尼-拉索邦站也可以換成大區快鐵B線和C線。車站開通於1930年2月15日。

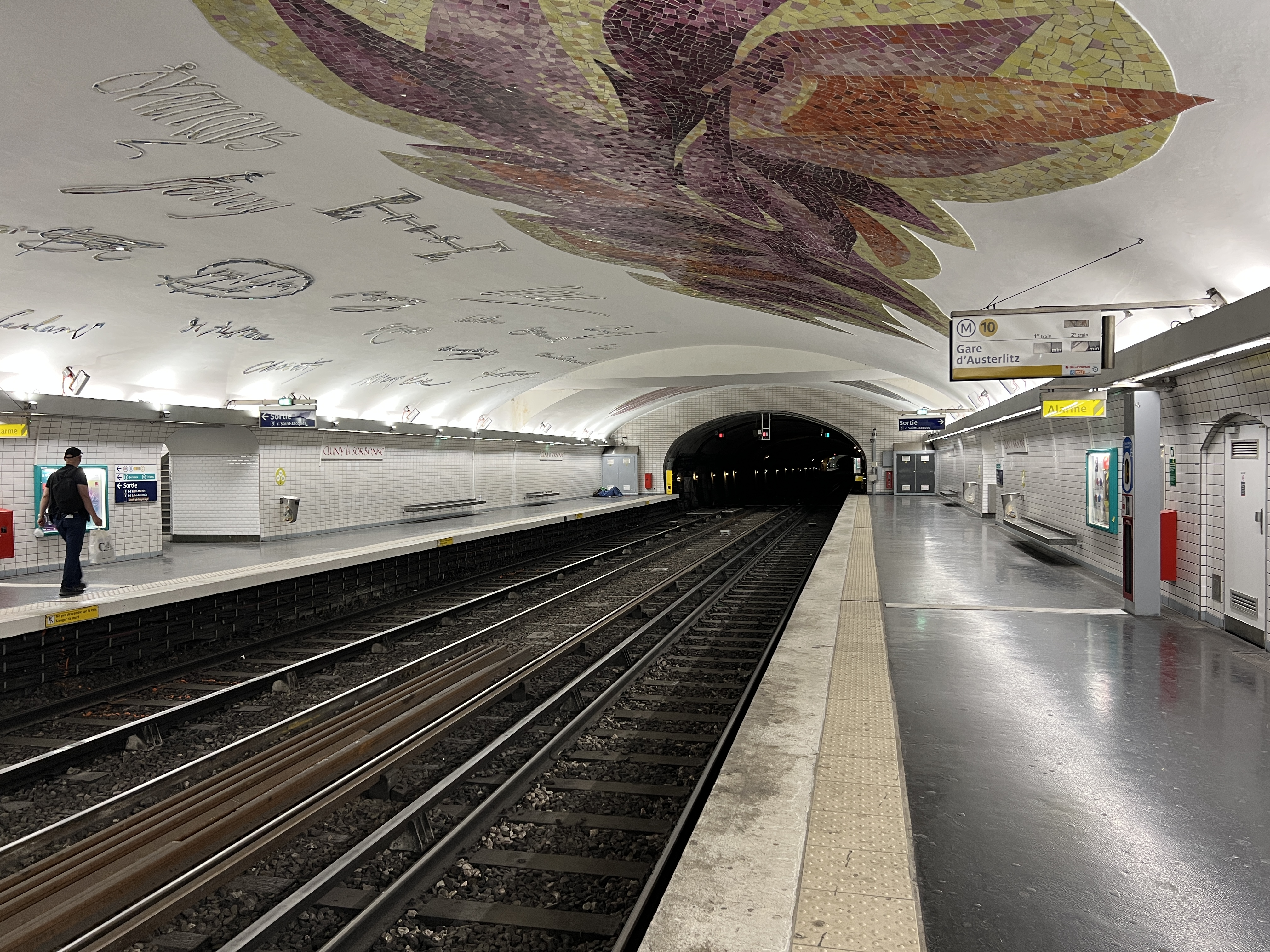
月台（2022年7月）

## 車站結構
| 街道層     |                    |                                   |
| B1         | 夾層               |                                   |
| 10號線月台 | 側式月台，右側開門 | 側式月台，右側開門                |
| 10號線月台 | 西行               | 往布洛涅-聖克盧橋（奧德昂）       |
| 10號線月台 | 中央軌道           | 無定期服務                        |
| 10號線月台 | 東行               | 往奧斯特里茨站（莫貝-醫保互助會） |
| 10號線月台 | 側式月台，右側開門 |                                   |